# 1998 KD66
1998 KD66, também escrito como 1998 KD66, é um objeto transnetuniano (TNO) que está localizado no cinturão de Kuiper, uma região do Sistema Solar. Este corpo celeste é classificado como um cubewano. Ele possui uma magnitude absoluta (H) de 8,9 e, tem um diâmetro estimado com cerca de 73 km.

## Descoberta
1998 KD66 foi descoberto no dia 29 de maio de 1998 pelos astrônomos R. L. Allen, M. Jarvis e G. Bernstein.

## Órbita
A órbita de 1998 KD66 tem uma excentricidade de 0.051 e possui um semieixo maior de 43.082 UA. O seu periélio leva o mesmo a uma distância de 40.896 UA em relação ao Sol e seu afélio a 45.267.